# Finnbrännabäckens naturreservat
Finnbrännabäckens naturreservat är ett naturreservat i Ljusdals kommun i Gävleborgs län.
Området är naturskyddat sedan 2016 och är 20 hektar stort. Reservatet består av bäckar som omges av granar och lövträd. 